# Atelopus loettersi
Atelopus loettersi es una especie de anfibio anuro de la familia Bufonidae.

## Distribución geográfica
Esta especie es endémica del Perú. Habita en las regiones de Cuzco, Madre de Dios y Puno, entre los 400 y 1000 m de altitud en el lado amazónico de la Cordillera Oriental.

## Descripción
Atelopus loettersi mide aproximadamente de 24 a 27 mm para los machos y aproximadamente 35 mm para las hembras. Su parte posterior es de color marrón oscuro con manchas irregulares de color verde pálido. Su garganta es cremosa y el resto de su superficie ventral de color amarillo pálido.

## Etimología
Esta especie lleva el nombre en honor a Stefan Lötters, herpetólogo alemán, quien es particularmente responsable de las fotos tomadas del holotipo vivo.

## Publicación original
- De la Riva, Castroviejo-Fisher, Chaparro, Boistel & Padial, 2011 : A new species of Atelopus (Anura: Bufonidae) from the Amazonian slopes of the Andes in south-eastern Peru. Salamandra, vol. 47, p. 161-168[3]